# Антигва (острво)
Антигва (енгл. Antigua), острво је у источном делу Кариба. Острво је део државе Антигва и Барбуда. Острво има површину од 281 километара квадратних и на њему живи 80.161 становника, по подацима из 2011. године.